# Phyllangia americana
Phyllangia americana är en korallart. Phyllangia americana ingår i släktet Phyllangia och familjen Caryophylliidae.

## Underarter
Arten delas in i följande underarter:
- P. a. americana
- P. a. mouchezii